# Fender Bender
Fender Bender to amerykański film fabularny z 2016 roku, napisany i wyreżyserowany przez Marka Pavię, z Makenzie Vegą i Billem Sagem w rolach głównych. Opowiada historię nastolatki, która po wypadku drogowym wymienia się danymi osobowymi z niebezpiecznym psychopatą. Premiera filmu odbyła się 23 maja 2016; wówczas, w ramach ograniczonej dystrybucji, Fender Bender trafił do kin na terenie Stanów Zjednoczonych. 3 czerwca miała miejsce premiera telewizyjna − obraz wyemitowała telewizja Chiller, będąca jednym z jego producentów. 4 października 2016 film wydano na dyskach Blu-ray. Krytycy ocenili Fender Bender pozytywnie, chwaląc go między innymi za prostotę.

## Obsada
- Makenzie Vega − Hilary Diaz
- Bill Sage − Kierowca
- Kelsey Leos Montoya − Erik
- Dre Davis − Rachel
- Cassidy Freeman − Jennifer
- Harrison Sim − Andy
- Steven Michael Quezada − Mario
- Lora Martinez-Cunningham − Olga

## Recenzje
Heather Wixson (Daily Dead) uznała, że reżyser "szybko przechodzi do sedna", a Fender Bender "przypomina, że warto kino upraszczać". Albert Nowicki (His Name Is Death) napisał: "Konstrukcja filmu jest więc nad wyraz klasyczna. Fender Bender to kino proste, lecz efektywne. (...) Ciężko postawić produkcji Marka Pavii konkretne zarzuty, jako że reprezentuje kino grozy w formie, jakiej nie widuje się już na ekranach kin. Nawet jeśli groźny morderca okazuje się czasem straszną fajtłapą, a gra aktorska Makenzie Vegi poziomem nie odbiega daleko od kreacji drugoplanowych w Piątku, trzynastego VII: Nowej krwi, to co z tego? Fender Bender, horror, w którym głupie zagrywki wpisane są niejako w DNA postaci, wyróżnia się wspaniale nostalgicznym klimatem oraz w pełni profesjonalną realizacją."